# Piscine Castiglione
Piscine Castiglione è una divisione commerciale di A&T Europe S.p.A. la cui attività consiste nella progettazione, produzione e realizzazione di piscine, parchi acquatici e spa presenti in tutto il mondo.

## Storia
Fondata nel 1961 a Castiglione delle Stiviere, in provincia di Mantova, ha iniziato le sue attività prima in ambito nazionale, per poi espandersi in tutto il resto del mondo, portandola all'apertura di una filiale negli Stati Uniti d'America, a Sarasota, Florida. L'azienda conta più di 200 dipendenti diretti, oltre 300 collaboratori esterni e quasi 55 anni di esperienza e di attività. Oltre a fabbricare direttamente gran parte dei componenti, l'azienda cura la progettazione e l'installazione delle piscine vendute.

## Attività sportiva
Piscine Castiglione ha realizzato, applicando la tecnologia proprietaria Myrtha (nota per aver aperto una terza via fra le piscine in cemento armato e le tradizionali prefabbricate), impianti che
hanno ospitato alcune delle più importanti competizioni natatorie a livello mondiale. Oltre a impianti tradizionali, realizza piscine temporanee che, in occasione di eventi importanti come i Campionati europei e i Mondiali di nuoto, possono essere montate all'interno di stadi e palazzetti.
Nell'ottobre del 2022 ottiene l'accordo per fornire 25 piscine (sia per le gare che per gli allenamenti) per le Olimpiadi di Parigi del 2024.
Elenco delle principali realizzazioni:
- Kazan' 2015 - XVI Campionati Mondiali di nuoto
- Herning 2013 - XXI Campionati Mondiali di nuoto in vasca corta (25m)
- Barcellona 2013 - XV Campionati Mondiali di nuoto
- Istanbul 2012 - XI Campionati Mondiali di nuoto in vasca corta (25m)
- Londra 2012 – XXX Giochi Olimpici
- Omaha 2012 - U.S. Olympic Trials
- Palembang e Giacarta 2011 - XXVI Giochi del Sud-est asiatico
- Shanghai 2011 - XIV Campionati Mondiali di nuoto
- Istanbul 2009 - XVII Europei di Nuoto in vasca corta (25m)
- Roma 2009 - XIII campionati mondiali di nuoto
- Podgorica 2009 - World League di pallanuoto
- Pechino 2008 - XXIX Giochi olimpici
- Fiume 2008 - XVI Campionati europei di nuoto in vasca corta
- Malaga 2008 - XXVIII Campionato europeo di pallanuoto
- Omaha 2008 - U.S. Olympic Trials
- Melbourne 2007 - XII campionati mondiali di nuoto
- Montréal 2005 - XI campionati mondiali di nuoto
- Indianapolis 2004 - VII Campionati mondiali di nuoto in vasca corta
- Long Beach 2004 - U.S. Olympic Trials
- Hanoi 2003 - XXII Giochi del Sud-est asiatico
- Barcellona 2003 - X campionati mondiali di nuoto
- Valencia 2000 - VIII Campionati europei di nuoto in vasca corta
- Palma di Maiorca 1999 - XX Universiade
- Perth (Australia Occidentale) 1998 - VIII campionati mondiali di nuoto
- Almaty 1997 - II Giochi del Centro Asia
- Messina 1997 - XIX Universiade
- Atlanta 1996 - XXVI Giochi olimpici
- Vienna 1995 - XXII Campionati europei di nuoto
- Rio de Janeiro 1995 - II Campionati mondiali di nuoto in vasca corta
- Roma 1994 - VII campionati mondiali di nuoto